# マピングアリ
マピングアリまたはマピングァリ（mapinguari、mapinguary）は、南米ブラジルのアマゾン熱帯雨林などの先住民の伝承における密林の守護霊。人食いと言われ、また、高齢を経た人間が変異してマピングアリになるとも怖れられる。
特徴として、口吻が腹に付いているか、口が鼻の下や喉から腹にかけて裂けていると言われる。濃い毛におおわれて銃弾すら通さないが、へそあたりが唯一の弱点と言われる。また、後にはサイクロプスのような一つ目だという描写がみられるようになった。

## 語釈

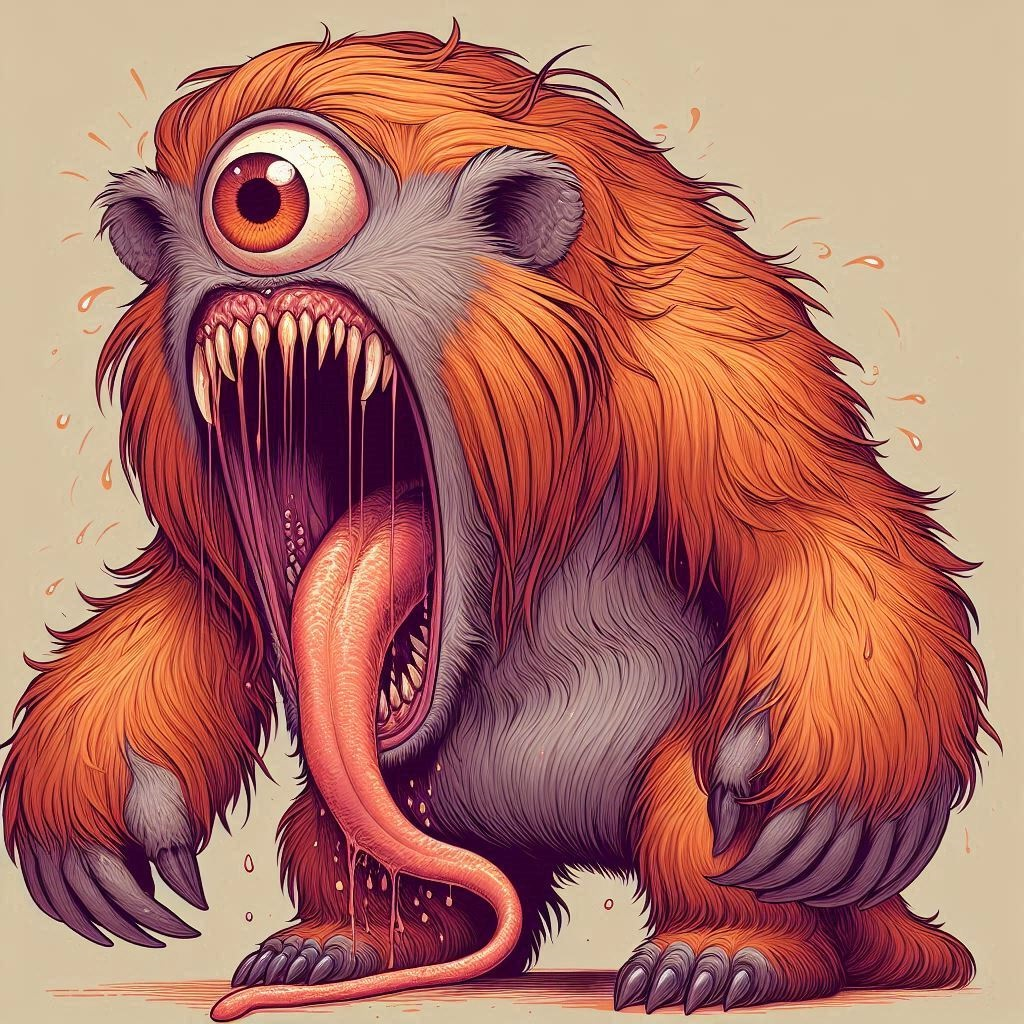
一つ目のマピングアリ ―AI生成画像

説によれば、 mapinguari はトゥピ語・グアラニー語 mbaé-pi-guari （mbae "それ、そのもの、物" + pĭ "足" + guarî "曲った、ひねった"）からなる複合語で、 "内反足か、ねじれたり逆向きな足をした物"を意味する。
カリティアナ族のあいだではキダ・ハララ　[仮カナ表記] （カリティアナ語: kida harara、「嗤うモノ、笑う獣」）、キダ・ソエモ　[仮カナ表記] （kida so'emo、「黒顔の獣」）、 オウォジュ/オウォジョ[仮カナ表記] （Owoj/Owojo、「母方の祖父、母方のおじの息子」）などと呼ばれる。
マピングアリは、ペルーのマチゲンガ族がセガマイ [仮カナ表記] （マチゲンガ語:segamai）と呼ぶ幻獣に相当すると言われる。しかしじっさいにマチゲンガ族の現地調査しセガマイについても取材している民族学者のグレン・H・シェパード（Glenn H. Shepard）がマピングアリに相当するとしたのは別の幻獣で、すなわちマチゲンガがオシェトニロ　[仮カナ表記] （「クモザルの母」の意） と呼ぶ魔獣であった。それは"悪魔的な力と巨大な男根を具し、風や闇を呼び覚まし、パニックと混乱を引き起こし、人間を犠牲に強姦や殺戮をおこなう"という。シェパードは、これら（マピングアリやオシェトニロ）が、絶滅した地上性ナマケモノについての、フォークロアに刻まれた先祖たちの記憶という可能性がある、と注釈する（ § 未確認動物学を参照）。
ジュマ（juma）も異称だとされるが、民俗学者キャンダス・スレイターは、別種と区別する。ただしスレイターは、ジュマ、マピングアリ、マティンタ＝ペレラ（サシの別名）もろとも含めて「クルピラ」系に分類して、類型であることを他著では認めている。

## 描写
マピングアリの描写はにはさまざまである。おそろしい人食いで、狙った人間を頭から食べるとも（頭だけ食べるとも）いわれる。その口はなぜか腹にあり（一説では鼻の下から腹、または喉から腹部にかけて大きく裂けており： § 腹部の口 を参照）、そこに獲物の頭をつっこんで、ゆっくりと噛んでいくという。ある目撃談では、ゴム樹液採集者が同僚の被害をみており、マピングアリが頭、四肢、内臓、胴体を欠片にひきちぎって全身を食らったという。
いまだパラー州、アマゾナス州、アクレ州に出没すると信じられていたことが、20世紀の書籍にもみえる。
人食い種の巨人マピングアリの偶像は、他の伝承的な怪物であるゴルジャーラ（Gorjala、巨人）ペー・ジ・ガハッファ（「瓶の足」）、またクルピラやマトゥティウの無敵さや逆向きの足の要素が合成されてできあがっていると考察される。巨体で長い黒毛で覆われており、腕は長く、鉤爪がついている。
夜行性でないところが、他の怪物と異なる。しかし陽の光があまりとどかない、密林の深みに潜んでおり、襲ってくる。また、自分の出現を誇示するような叫び声をあげ、人間をおびえさせ逃げ惑わせる。カスクードの意見では、比較的成立年代の新しい伝承であり、ゴム樹液採集者のあいだの語り草から発展したと考えられている。植民地時代の記録には見当たらない。
マピングアリは、アマゾナス州プルス川流域では、巨大猿と描写され、現地でコアタ（coatá） と呼ばれるクモザルのように毛深く、ロバの蹄が逆向きについているといわれる。これは狩り好きなゴム樹液採集者（seringueiro）の目撃談だが、同じ小屋かテントに棲む同僚が、＜日曜日は休息すべきだ＞と諭すのも聞かず（ § キリスト教の要素参照）を無理やり引き連れて、あ日曜日に二人で狩りに出た。森で別れ別れになったあげく、同僚はマピングアリに食われてしまった。マピングアリは、ジャガーのような鉤爪をもち、口（下顎？）は、ラペルほどに大きく、腹の位置まで裂けていた（顔から腹にかけて口が裂けていたと解釈されるようである）。

### 老人が怪物化
アクレ州の先住民の伝承では、高齢に達した者がマピングアリとなり、皮膚はワニのような甲殻になり、足はお揃いの杵型（丸棒型）だとも、ブラジルナッツの殻型（砲丸状）だともいわれる。
マピングアリは、コロンビアのマクナ族のあいだでも人食い種とされ、恐れられてきた。老化がすすみすぎると誰でも怪物化してマピングアリとなりうるとされた。ジョタヒ川（Yotahy/Jotahy）流域では、マピングアリ化を予防するため老人殺しをする風習があったという。
ゴム農園の書籍では、ある情報源がマピングアリはかつての「地域の古代王」だったと伝えている。
シャーマンが毛深い一つ目の怪物に変化するというまとめもある。
類種としてキブンゴ（Quibungo）、すなわち老いた黒人が変化してなるという怪物がいる。以下でまた触れる。

### 腹部の口
マピングアリは伝承では腹部に口がぱっかり空いており、足が逆向きについている（1928年刊のアマゾナス州プルス川流域の逸話、既述）。 
その類種として黒人老人が変じてなるといわれるキブンゴがおり、このキブンゴもやはり鼻から腹にかけて口が裂けている（あるいは喉から腹にかけて口が裂けている）と言われており、マピングアリの特性はその借用の可能性がある。ただし異聞ではキブンゴの口は背中に空いている。
よって重ねて言うが、マピングアリも腹に口があるというようり、顔面部から腹まで口が裂けているともされており、ゴム樹液採取者の証言にもみえる（1928年逸話）。
また、へそあたりが唯一の弱点で、銃弾に皮膚を貫通させるのもここを狙うしかなく、外れた場所は毛に阻まれてはじかれるという。

### 単眼
カスクードの解説によれば、ヨーロッパのオーガがそうなように、ブラジル伝承のラバトゥット、マピングアリやカぺロボも、単眼である言われることがある。
他の部族の調査からも、マピングアリがサイクロプスのように単眼という証言はとれている、すなわち：
アマゾナス州の杣人（伐採従業者）たちのあいだでは、単眼が腹についていたり、サイクロプスのように額に単眼だったりすると伝わっている、と史家のマリオ・イピランガ・モンテイロ（1977年）の著述にみえる。
近年のガレアノ編民話集（英訳2009年）にも、アマゾナス州・テフェーの猟師が遭遇して殺された逸話がある。妻が日曜日に狩りするのを戒めるのを聞かず、近所の者を強引に誘って森に入ると、叫び声とともにあらわれた動物は、"巨大な黒毛猿に似ていて、亀のように甲羅があり、大きな緑色の目がひとつ、ひたいの真ん中に"あった。狩人がバラバラにされるのを、同伴した者が木の上によじ登って目撃したという。。
いまひとつ単眼の例として、ムラ族の間でも、マピングアリは腹にひとつ目で腹に口が開いていると、先住民研究者のマルシア・ヌネス ・マシエルの語釈にもみえる。

### キリスト教の要素
狩人がマピングアリに遭遇したのが、あたかも日曜日の休息日を守らなかったためのように語られるのは、キリスト教の影響部分だと指摘される。その指摘対象は、ガレアノ（2014年、英訳2009年）が発表した、狩人が妻が制するのを聞かず「日曜日でも腹は減るものさ」と振り切って狩りに出る話であるが、前より知られるシルバ・カンポス編（1928年）の狩り好きのゴム樹液採集者の逸話でも「日曜日でも食わねばならぬ」という台詞を言い訳にしていた。 このカトリック教会の教義（カテキズム）的な側面は、カスクード（1976年）[1952年?] が指摘するところであり、マピングアリはわざわざ祭日や日曜日を選んで徘徊するので、休息日やぶりの猟師は、命を危険にさらすことになる。

## 動物学的な同定
マリオ・イピランガ・モンテイロ（1977年）は、アマゾン地方の先住民が報告したマピングアリとは、ケチュア語で 「抱きつく熊」（[h]ucumari）と呼ばれるアマゾン熊、すなわちメガネグマのことであると推察した。
カスクードは、マピングアリとモンゴルの「野人」（kümün görügesü）との近似性を説いている。これはロシア名のアルマスで知られることが多いが、未確認動物学者 アイヴァン・サンダーソン著『雪男』（1961年）で一例として取り上げている。アルマスを未確認動物（UMA）とする邦書も散見される。

### 未確認動物学
20世紀後半頃、ベルナール・ユーヴェルマンス（1958年）など、いわゆる未確認動物学者たちは、マピングアリをビッグフットなどと同様、未確認動物として研究対象に加えており、なんらかの霊長類ではないかと推論した。
鳥類学者デビッド・C・オーレン（David C. Oren, 2023年没）が 1993年、マピングアリとは、近年先住民が目撃している、地上性ナマケモノの生き残りではないかという論文を発表して物議をかもした。地上性ナマケモノは、すでに後期更新世の終わり頃（1万年余前）に絶滅したとされている。
オーレンは、主に鳥類の現地調査中（1970–1990年代、タパジョース川流域）で、つい最近の狩猟でこのマピングアリに遭遇したという話を聞き（毛や爪を所持していた者もいたが、匂いのせいで破棄されたという）、地上性ナマケモノの生き残りだという結論に達した（地上性ナマケモノには、以下で説明するように、硬い皮骨板で防具のように覆われた部分があり、マピングアリが矢や玉を弾くという伝説とも合致するとも論じている）。他の科学者からは異議を唱えられたが、1993 年の発表は、証拠がないにかかわらず、大手新聞などマスコミで取り上げられた。
民族学者のジェラード・H・シェパード（Gerard H. Shepard、2002年）は調査したペルーのマチゲンガ族からセガマイ（segamai）という幻獣を知り、これが他の解説者によってブラジルのマピングアリに相当するとされたが（ § 語釈にて上述）、シェパード自身は、この部族がオシェトニロ（oshetoniro）と呼び、「クモザルの母」を意味する伝説の生物こそ、ブラジルのマピングアリ伝承の類型ではないかと論じている。またマヌエル・ リザラルデ（Manuel Lizarralde、2002年）も、同じ論文集において、ヴェネズエラのバリー族がいると信じるシャアロバ [仮カナ表記] （shaaroba）という巨大赤猿が、シェパードのいう神話的生物と同様、地上性ナマケモノの記憶の可能性があるとしている
先鞭としてすでにフロレンティーノ・アメギノ（1898年）が地上性ナマケモノは南米に生き残っているという所見を発表している。鱗のような骨板がついた皮膚サンプルを調べたところ、これが新鮮なものに違いないとし、また以前、地質学者からセンザンコウのような生物をパタゴニア（サンタクルス州）で目撃したという話を聞いており、これと結びつけて結論に達したとしている。しかし、アメギノが鑑定したものと同一のミロドン]科哺乳類の皮骨板皮膚片は は、13,200年前（後期更新世）のものと解析されている。この解析はネストル・トレドらのチームが行った。
地球生物学者ポール・シュルツ・マーティンは、（人間が移入した後々まで）そのような生き残りがあった可能性は考えにくい、と異論を唱えている。現代（1万1,700年前から現在の完新世）の化石層からは、もう何千年も前から地上ナマケモノの出土はないとする。南米本土の地上ナマケモノは、もっとも新しいものでも13,000年前と（ブラジル出土）の古さ（更新世）である。ただ、カリブ海諸島では5,600～2,500年前までは地上ナマケモノがいたことと年代測定されている。
地上ナマケモノは肉をも食らった雑食性だったという結論を、2021年、古代生物学者ジュリア・テハダ（現・カリフォルニア工科大学助教）らがアイソトープ解析の成果として発表している。
1995年に、地上ナマケモノの骨が"原始的なペンダントに加工された"遺物が発見され、2023年の鑑定で25,000～27,000年前、人類と共存していた物的証拠とされている。この報道では、紀元前11,000年頃に絶滅したこの動物だが、化石としてはふんだんに残っており、"マピングアリという、アマゾン伝説で人間の頭をねじ切り食らうという性質悪い習性をもった神話獣のインスピレーションになりえた"との記者コメントが添えられている。

## 大衆文化
2020年長編アニメ『The Red Scroll』のラストシーンでウパ（Wupa）が巨大なナマケモノ怪物に変身するのがマピングアリへの示唆かと思われる。
サナルディ『南米妖怪図鑑』の表紙絵を飾り、派生商品として「ちび南米妖怪」カプセルトイフィギュアが販売されている。